# Терпигорев, Александр Митрофанович
Алекса́ндр Митрофа́нович Терпиго́рев (1873—1959) — русский и советский учёный, горный инженер, профессор, академик Академии наук СССР, один из крупнейших учёных в области горного дела. Лауреат Сталинской премии второй степени.

## Биография
Родился 9 ноября (по старому стилю) 1873 года в г. Тамбове.
Окончил приходскую школу и Тамбовское реальное училище.
В 1892 году поступил в Санкт-Петербургский горный институт, который закончил в августе 1897 года, получив диплом первой степени и квалификацию горного инженера.
Работал на металлургическом заводе вблизи ст. Сулин Воронежско-Ростовской железной дороги («Сулинский чугуноплавильный и железоделательный завод Н. П. Пастухова»), пройдя путь от заведующего шахтой до управляющего горными предприятиями (рудниками).
В сентябре 1900 года принял приглашение Екатеринославского высшего горного училища (ныне — Днепропетровский Национальный горный университет) о назначении на должность временно исполняющего обязанности экстраординарного профессора. Преподавательскую работу начал с подготовки новых учебных программ по дисциплине «горное искусство», которые учитывали особенности Екатеринослава — центра крупного горного и металлургического промышленного района. Предусматривал необходимость обязательной организации студенческой практики на ближайших горных и металлургических предприятиях. За четыре года подготовил и опубликовал серию учебников и учебных пособий по горному делу, ставшей первой в России в начале XX века.
В 1905 году, за финансовую поддержку Екатеринославского стачечного комитета, был арестован и выслан в Рязань.
В 1905 г. опубликована книга А. М. Терпигорева «Разбор систем разработок каменного угля, применяемых на рудниках Юга России, в связи с подготовкой месторождения к очистной добыче». В ней были впервые в мировой горной практике предложены:
- оригинальная методология решения ключевых технических задач;
- способы механизации трудоёмких процессов при добыче угля и антрацита;
- расчётно-аналитический метод определения эффективности систем и методов разработки месторождений.

Идеи, заложенные в монографии, стали фундаментом основных разделов современной горной науки. Эта работа и была представлена А. М. Терпигоревым в Санкт-Петербургском Горном институте как диссертационная.
В 1906 году, с разрешения Департамента полиции, выехал в Санкт-Петербург, где 16 апреля 1906 года в Горном институте в успешно защитил диссертацию и получил учёное звание экстраординарного профессора. После чего вернулся под надзор полиции в город Рязань.

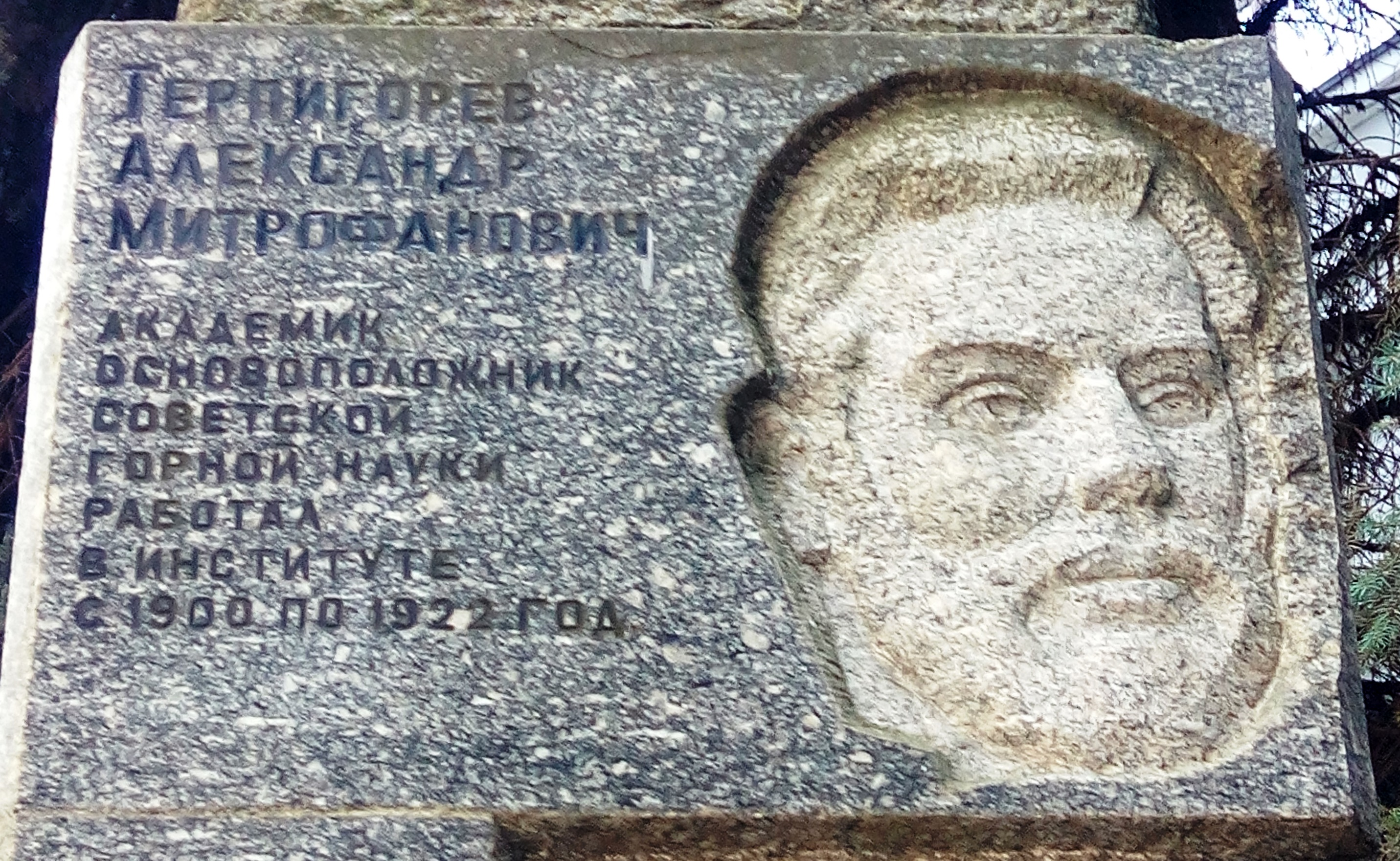
Барельеф Терпигореву А. М. перед центральным корпусом НТУ «Днепровская политехника»

В сентябре 1906 года вернулся к преподавательской работе в Екатеринослав. Уже 2 ноября 1906 года назначен ординарным профессором и возглавил кафедру горного искусства в Екатеринославском высшем горном училище. Организовал и заведовал кабинетом горного искусства при том же училище.
Работал в местном отделении Русского Технического Общества (ЕОРТО) в Екатеринославе. С 1902 года вошёл в состав редакционного комитета журнала «Записки ЕОРТО». В 1903 году избран членом совета общества, а в 1905 году стал редактором «Записок». Инициировал создание комиссии по профессионально-техническому образованию при ЕОРТО и был избран председателем, организовал вечерние курсы для рабочих и служащих.
В 1907 году вышел в свет учебник А. М. Терпигорева по горноспасательному делу для студентов Екатеринославского высшего горного училища «Рудничные пожары и борьба с ними».
С 1911 по 1914 год возглавлял ЕОРТО. От имени Общества участвовал в организации I съезда деятелей горного дела, металлургии и машиностроения (1910), являлся председателем секции съезда по горному делу.
В 1913 году выдвинут в депутаты городской думы.
В годы Первой мировой войны возглавил Екатеринославский общественный комитет военно-технической помощи.
С 1915 по 1917 год возглавлял Харьковскую комиссию Министерства торговли и промышленности по выдаче ссуд для проведения капитальных работ по строительству угольных шахт, преподавал в Харьковском коммерческом институте.
Как эксперт неоднократно принимал участие в расследовании аварий и катастроф в угольных шахтах Донбасса совместно с А. А. Скочинским.
В 1918 году был привлечён к работе по заведованию капитальным хозяйством в Центральном правлении каменноугольной промышленности Донбасса в г. Харькове, одновременно совмещая и работу в Екатеринославском горном институте. Позже вернулся в Екатеринослав и весной—летом 1919 года стал первым, выборным при советской власти, ректором Екатеринославского горного института, но вновь покинул город.
В октябре 1919 году А. М. Терпигорев, по предложению Управления торговли и промышленности правительства генерала А. И. Деникина, занимал должность начальника Горно-топливного отдела (в городе Ростов-на-Дону).
После эвакуации Белой армии в город Севастополь занимал должность начальника Горного отдела в том же Управлении в правительстве П. Н. Врангеля до освобождения Крыма от белогвардейских войск.
При установлении советской власти в Крыму в ноябре 1920 году, А. М. Терпигорев был привлечён к работе заведующего горно-топливным отделом Севастопольского уездного отдела народного хозяйства. Одновременно преподавал и являлся заместителем заведующего учебной частью в местном Политехникуме.
В 1921 году вновь возвратился в Екатеринославский горный институт, где получил назначение на должность члена правительственной Комиссии по составлению плана восстановления промышленности Донбасса. С 1921 по 1922 год возглавлял группу сотрудников, обследовавших более двухсот шахт Донбасса, составлял проекты восстановительных работ и строительства новых шахт. Эта работа стала завершением 22-х летнего периода деятельности А. М. Терпигорева в Екатеринославе.
В 1922 году переехал в Москву и приступил к работе в должности декана горного факультета и профессора кафедры эксплуатации полезных ископаемых Московской горной академии. Организовал при кафедре кабинет горного искусства и музей горного дела. С 1924 по 1929 год года занимал должность проректора по учебной части, входил в состав Правления академии. В 1927 году по инициативе А. М. Терпигорева в академии была создана лаборатория врубовых машин, в которой началась научно-исследовательская работа.
В 1925 году ввёл на своей кафедре новую дисциплину — «механизация процессов выемки и транспортировки полезных ископаемых» и поставил цель — создание по ней учебников. Появившимися учебниками пользовались студенты всех горных вузов СССР. Некоторые из них были переведены на польский, немецкий и китайский языки.
Одновременно А. М. Терпигорев возглавлял бюро инженерно-технической секции Московского комитета союза горнорабочих (1925—1928), являлся членом пленума инженерно-технической секции Центрального комитета союза горнорабочих (1926—1930), а также членом Госплана СССР (1922—1929).
В 1930 году, в связи с реорганизацией и разделением Московской горной академии на шесть самостоятельных вузов, продолжил свою преподавательскую, научную и организационную деятельность в Московском горном институте (сейчас — Горный институт НИТУ «МИСиС»).
С 1930 года являлся членом Бюро, а с 1931 по 1934 год — председателем секции научных работников при МГИ. С 1932 по 1933 год заведовал учебной частью по угольной специальности МГИ. С 1933 по 1936 год — директор Московского горного института.
В 1934 году за вклад в науку А. М. Терпигореву присуждена учёная степень доктора технических наук без защиты диссертации и присвоено звание «Заслуженного деятеля науки и техники».
В том же году назначен членом Высшей аттестационной комиссии.
С 1936 по 1937 год занимал должность заместителя председателя Комитета по делам высшей школы при Совете Народных Комиссаров СССР.
Одновременно, с 1932 года состоял членом, а с 1934 по 1938 год — председателем Организационного бюро Всесоюзного горного инженерно-технического общества.
С 1934 по 1935 год — член Московского городского Совета рабоче-крестьянских и красноармейских депутатов.
По его инициативе в Московском горном институте были созданы первые в практике горного образования кафедры: по горным машинам, по рудничному транспорту. С 1938 по 1948 год заведовал кафедрой горных машин, а с 1949 по 1959 год — кафедрой разработки пластовых месторождений.
В 1935 году избран действительным членом (академиком) Академии наук СССР (АН СССР) по Отделению математических и естественных наук, специальность — «горное дело».
С 1935 по 1938 год исполнял обязанности заместителя председателя Группы горного дела в Отделении технических наук АН СССР, которая решала задачу по преодолению отставания отечественной горной науки от запросов бурно развивающегося практического производства.
Одновременно, с 1935 года работал в Институте горного дела АН СССР. В Академии Наук СССР возглавлял Комитет технической терминологии, Комиссию по проблемам подземной газификации и Комиссию по взрывному делу.
В 1938 году Группа горного дела была преобразована в Институт горного дела (ИГД АН СССР). С 1938 по 1951 год под руководством А. М. Терпигорева в отделе методов разработки полезных ископаемых были завершены ранее начатые в ней работы и развернуты новые исследования.
В годы Великой Отечественной войны вместе с коллективом ИГД АН СССР находился в эвакуации, из которой вернулся весной 1943 года в Москву и приступил к работе по восстановлению производственной мощности Донецкого и Подмосковного угольных бассейнов.
В 1942 году А. М. Терпигорев вошёл в состав в Центральной комиссии по восстановлению Донбасса. С 1943 по 1947 год исполнял обязанности главного инженера и первого заместителя начальника Бюро по составлению генерального плана восстановления угольной промышленности Донбасса.
С 1951 по 1959 год руководил отделом технологии добычи твердых полезных ископаемых ИГД АН СССР.
Уделял большое внимание совершенствованию экспериментальной базы академической научной работы в области технических наук. В частности, по его инициативе в ИГД АН СССР была создана лаборатория методов разрушения горных пород, где были разработаны теоретические основы этого процесса.
Являлся председателем:
- с 1937 по 1952 год — Комитета содействия реконструкции города Москвы при Академии Наук СССР;
- с 1943 по 1959 год — Комитета технической терминологии;
- с 1945 по 1957 год — Комиссии по проблеме подземной газификации топлив;
- с 1941 по 1946 год — Междуведомственной комиссии по взрывному делу.

Более 20 лет академик работал в ИГД АН СССР. Одновременно преподавал в Московском горном институте. С 1951 по 1956 год являлся заведующим кафедрой машин для выемки и транспорта полезных ископаемых в Академии угольной промышленности.

Могила А. М. Терпигорева на Новодевичьем кладбище в Москве

Скончался 8 ноября 1959 года в г. Москве.
Похоронен на Новодевичьем кладбище в Москве (5-й уч., 30-й ряд) (автор памятника — А. Н. Костромитин).

## Награды, звания и премии
- Орден Ленина (20 октября 1943) — за образцовое выполнение задания Правительства по увеличению добычи угля и обеспечению топливом заводов военной промышленности, металлургии, электростанций и железнодорожного транспорта
- Орден Ленина (1948)
- Орден Ленина (20 ноября 1953)— за выдающиеся заслуги в области науки и в связи с 80-летием со дня рождения
- орден Трудового Красного Знамени (1939, 10 июня 1945)
- медаль «За доблестный труд в Великой Отечественной войне 1941—1945  гг.» (1946)
- медаль «В память 800-летия Москвы» (1947)
- медаль «За восстановление угольных шахт Донбасса» (1948)
- Заслуженный деятель науки и техники РСФСР (1934)
- Сталинская премия II степени (22 марта 1943) — за многолетние выдающиеся работы в области науки и техники
- Премия Президиума Академии Наук СССР
- знак «Шахтёрская слава» 1-й степени

## Память
Именем А. М. Терпигорева названы:
- улица в г. Донецке;
- переулок в г. Днепре;
- музей Московского государственного горного университета.
- Премия Академии горных наук имени А. М. Терпигорева — в области технологии и механизации горных работ[3].

## Научный вклад
Крупнейший учёный в области горного дела:
- создал новое направление в горной науке — механизацию горных работ;
- предложил классификацию горных машин;
- организовал исследование физико-механических свойств углей и горных пород и изучение процессов их резания;
- внёс значительный вклад также в историю горной науки и техники, выделил в ней основные этапы, сделал обобщения, на основании которых прогнозировал дальнейшее развитие отрасли.

Автор фундаментальных работ по технико-экономическому анализу производства в каменноугольной промышленности.
В работе «Разбор систем разработки каменного угля, используемого на рудниках юга России в связи с подготовкой месторождения к добыче» (1-е изд., Харьков, 1905) впервые в мировой практике использовал аналитический метод для решения задач определения систем разработки для угольных шахт Донецкого бассейна.
Один из авторов теории механизации горных работ.
За огромный период научного, преподавательского и организационного творчества сложилась научная школа А. М. Терпигорева. Обучил несколько поколений горных инженеров. Многие его ученики, стали отличными специалистами и учёными в области горного дела, заняли ведущее положение в горной науке и в горном образовании.

### Избранные труды
- Описание Донецкого бассейна. Т. II. Разработка месторождений. Выпуск I: (по материалам, собр. Советом съезда горнопромышленников юга России) / А. М. Терпигорев. — Екатеринослав, 1914. — 449, (4) с.
- Описание Донецкого бассейна. Т. II. Разработка месторождений. Выпуск II: (по материалам, собр. Советом съезда горнопромышленников юга России) / А. М. Терпигорев. — Екатеринослав, 1915. — 529, (3) с.
- Инструменты для ручной работы / А. М. Терпигорев // Описание Донецкого бассейна. Том II. Разработка месторождений. Выпуск II. — Екатеринослав: Типо-Цинкография и Переплетная Густав Берс, 1915. — С. 253—260.
- Горные машины для выемки пластовых полезных ископаемых / Под ред. А. М. Терпигорева. — М.; Л.: Гостоптехиздат, 1940. — 667 с.
- Терпигорев А. М. Воспоминания горного инженера / АН СССР. — М.: Изд-во АН СССР, 1956. — 272, [2] с. — (Научно-популярная серия). — 10 000 экз. (в пер.)